# Sukorejo (Sukorejo, Ponorogo)
Sukorejo is een bestuurslaag in het regentschap Ponorogo van de provincie Oost-Java, Indonesië. Sukorejo telt 4474 inwoners (volkstelling 2010).